# Nicole Anyomi
Etonam-Nicole Anyomi (Krefeld, 10 de fevereiro de 2000) é uma futebolista alemã que atua como atacante. Atualmente joga pelo Eintracht Frankfurt.

## Vida pessoal
Anyomi nasceu em Krefeld, filha de mãe ganesa e pai togolês.

## Carreira
Anyomi começou sua carreira no time juvenil do SuS Krefeld e mudou-se via Borussia Mönchengladbach para o time juvenil B do SGS Essen no verão de 2014, pelo qual jogou na Bundesliga B júnior. No verão de 2016, a atacante foi promovida ao time da Bundesliga de Essen e esteve no time profissional pela primeira vez em 11 de setembro de 2016 contra o TSG 1899 Hoffenheim. Em 15 de outubro de 2016, Anyomi fez sua estreia na Bundesliga contra o 1. FFC Turbine Potsdam após entrar como substituta de Kozue Ando.
Em janeiro de 2020, ela estendeu seu contrato com o SGS Essen. Durante a final da Copa DFB 2019/20 contra o VfL Wolfsburg, Anyomi sofreu uma fratura no cóccix e ficou ausente do SGS Essen por um longo tempo. Anyomi assinou com o Eintracht Frankfurt para a temporada 2021/22. Ela assinou um contrato de três anos até 30 de junho de 2024.
Ela foi convocada para a seleção principal pela primeira vez para um jogo contra a Inglaterra, que estava programado para acontecer em 27 de outubro de 2020. No entanto, o jogo foi cancelado em curto prazo pela associação inglesa devido a um teste positivo de corona por um membro da equipe de apoio. Em 21 de fevereiro de 2021, ela entrou como substituta de Klara Bühl no 61º minuto do amistoso contra a Bélgica para sua primeira partida internacional sênior. O jogo em casa terminou com uma vitória de 2 a 0 para a Alemanha.

## Títulos
Alemanha
- Jogos Olímpicos: 2024 (medalha de bronze)